# PC bang

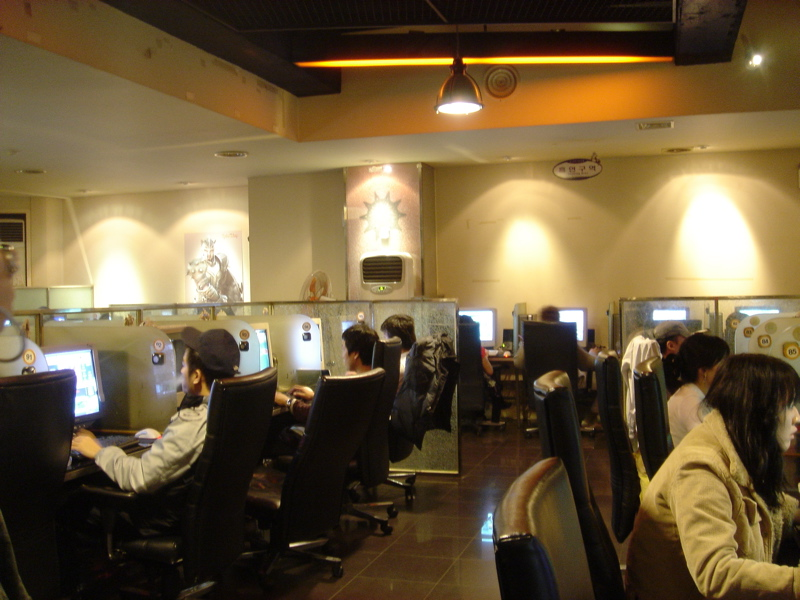
PC bang

Un PC bang (coréen : PC방, soit « salle PC ») est un type de cybercafé spécialisé dans les jeux vidéo et les jeux en ligne multijoueur. Spécifique à la Corée du Sud, le tarif pour une heure de jeu coûte entre 500 et 1 500 wons (environ 1 dollar américain).
Les PC bangs se sont notamment développés avec la sortie du jeu vidéo StarCraft en 1998.